# Lago Hala
Il lago Hala, noto anche come Hala Hu o Har Hu, è un bacino endoreico situato a 4078 m di altitudine sulla catena del Qilian Shan, lungo il margine nord-orientale dell'altopiano tibetano, nella provincia del Qinghai (Cina).
Copre una superficie di 596 km² e presenta acque salmastre con una salinità dell'1,8% circa (18 psu). Lungo le sponde l'acqua è poco profonda, ma al centro del lago la profondità raggiunge i 65 m. Il lago si trova nel punto più basso di un bacino di 4690 km² ed è privo di emissari. Le più alte montagne circostanti (lo Shule Nanshan, a nord del lago) superano i 5800 m di altitudine.
Essendo strettamente correlati ai ghiacciai circostanti, il livello dell'acqua del lago e il suo ecosistema variano notevolmente in base alla quantità delle acque di fusione.